# Lil Peep
Gustav Elijah Åhr (født 1. november 1996, død 15. november 2017), bedre kendt under kunstnernavnet Lil Peep, var en amerikansk rapper. Han døde af en overdosis Fentanyl og Xanax.
Åhrs farfar er ansat på Harvard University hvor han er professor, og hans egen far er også ansat på et universitet. Hans forældre mødte hinanden på Harvard.
Da Åhr var 14 år gammel, forsvandt faderen fra hjemmet og vendte aldrig tilbage. Åhr begyndte at misbruge medicin og fik lavet ansigtstatoveringer. Den indre smerte var en kendsgerning. Som et skjold for at beskytte sit indre følsomme selv udviklede han en ny personlig identitet, "Lil Peep", som blev hans kunstnernavn.